# Tromeo and Juliet
Tromeo and Juliet é um filme trash do gênero comédia de terror, produzido nos Estados Unidos pela Troma Entertainment em 1996, coescrito por Jason Green, James Gunn, Lloyd Kaufman e dirigido por Lloyd Kaufman.
A trama é uma sátira inspirada na obra clássica de William Shakespeare, mas logicamente a inspiração está apenas na alusão aos personagens.
O título do filme é uma junção de "Troma" e "Romeu e Julieta".